# Milton (Nova Gal·les del Sud)
Milton és un poble de la regió de la costa del sud, a Nova Gal·les del Sud, dins la ciutat de Shoalhaven.
La població es troba a 220 Km al sud de Sydney, la capital de l'estat.

## Demogràfia
Segons el cens del 2021, a Milton hi ha 1.801 habitants, dels quals 821 són homes i 981 dones.
El 44% de la població és d'ascendència anglesa, el 37,2% australiana, el 13,4% irlandesa, el 12,5% escocesa i el 3,5% alemanya.
Respecte a afiliacions religioses, el 43% no és religiós, el 17,8% és catòlic, el 16,7% és anglicà i el 5,1% és de l'església unida d'Austràlia.

## Personatges il·lustres
- Anthony Painter: Golfista professional.
- Sarah Katsoulis: Nadadora especialitzada en proves d'estil braça de curta distància. Medallista de bronze en el mundial de 2009 en els 50 metres.
- Bill Mackrell: Jugador de rugbi, el qual va competir amb l'equip de Nova Zelanda.
- Bronwen Watson: Campiona nacional i dues vegades campiona del mon de rem.
- Ann Sudmalis: Membre liberal de la Cambra de Representants d'Austràlia i representant de la Divisió de Gilmore a Nova Gal·les del Sud.

## Galeria

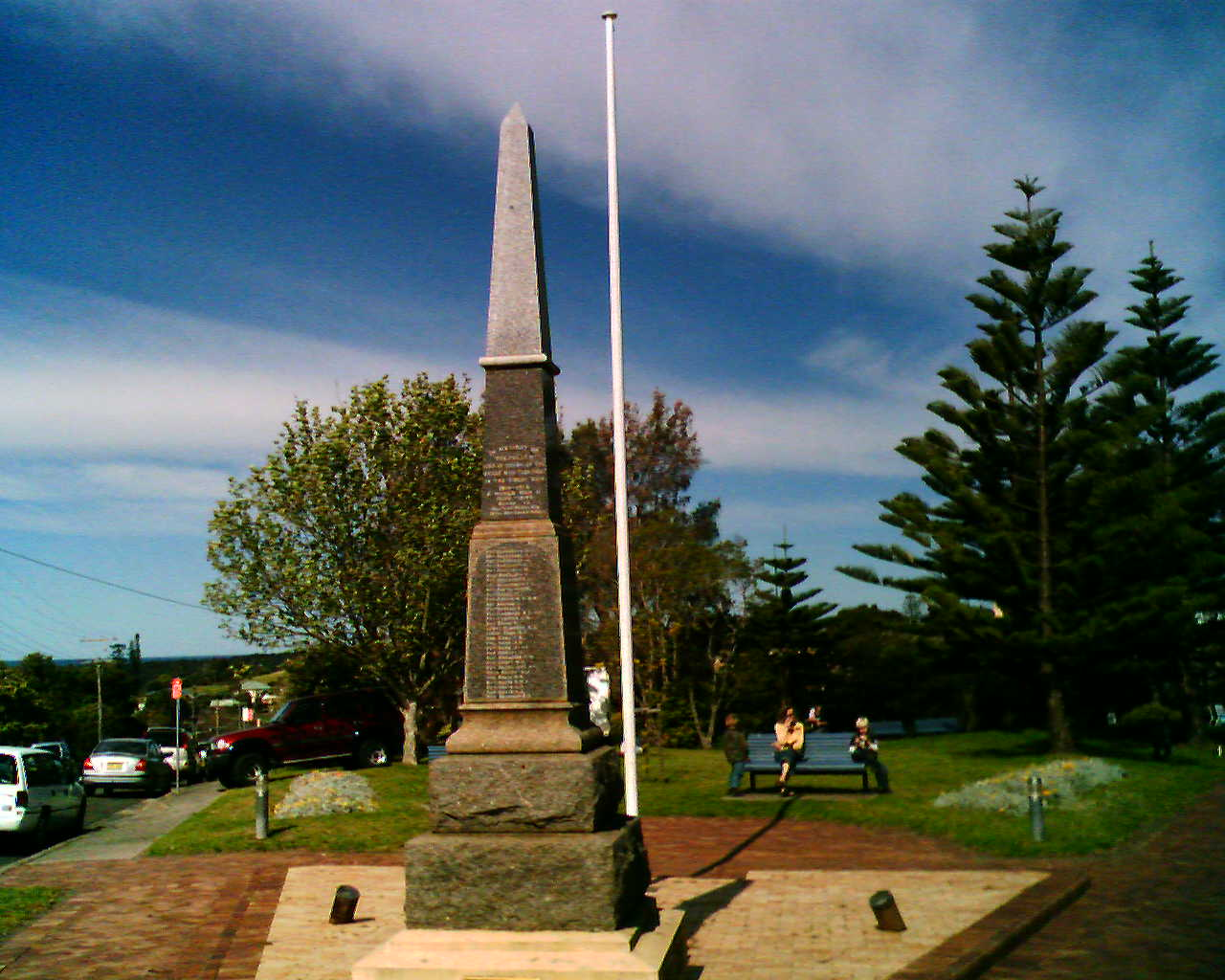
Memorial de la guerra
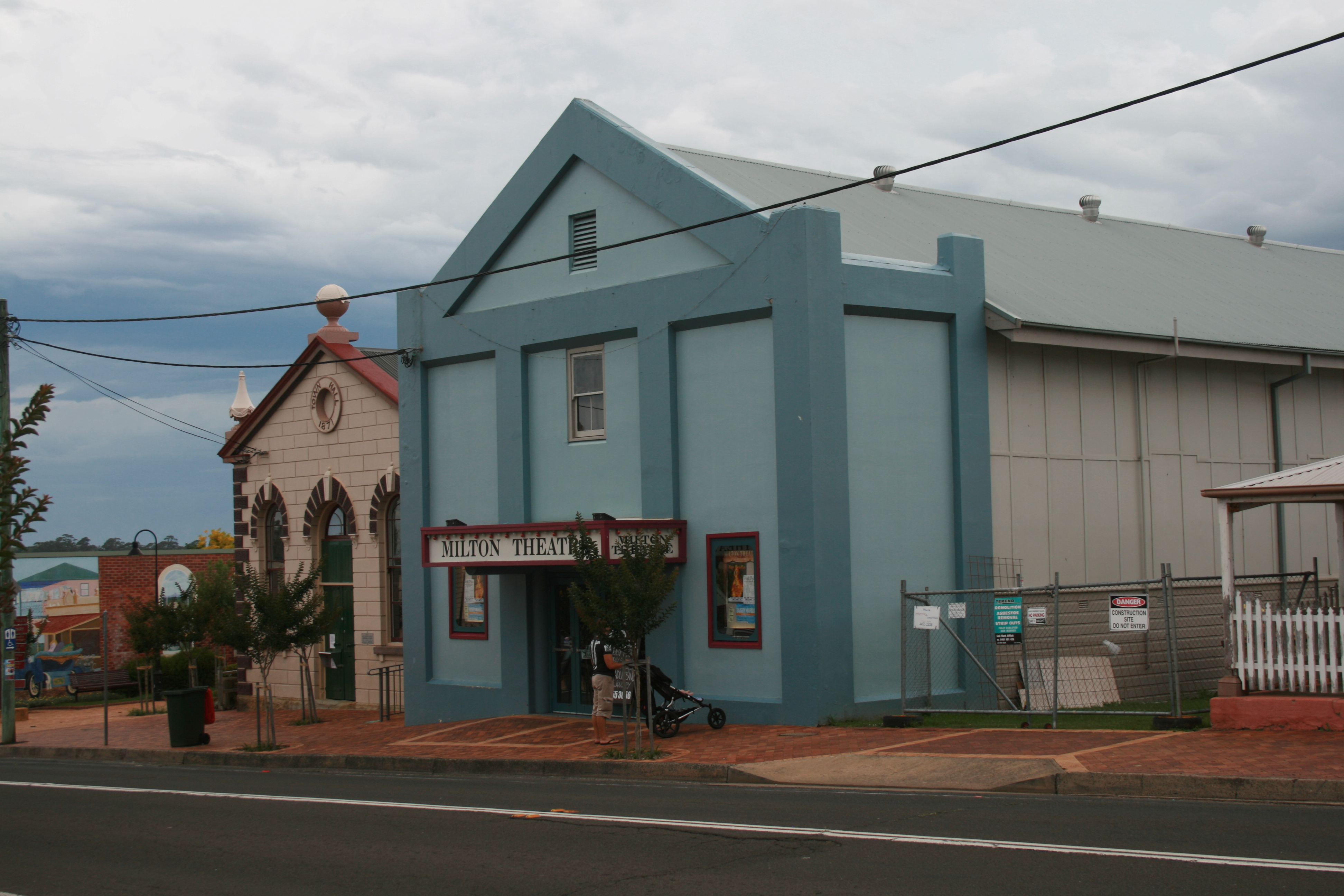
Teatre de Milton